# Hoplia javana
Hoplia javana är en skalbaggsart som beskrevs av Moser 1912. Hoplia javana ingår i släktet Hoplia och familjen Melolonthidae. Inga underarter finns listade i Catalogue of Life.